# Davide di Gorodec
Davide di Gorodec (in russo Давид Дмитриевич Городецкий?; in ucraino Давид Дмитрович Городецький?) (... – Davyd-Haradok, 1392) è stato principe di Gorodec dal 1382 al 1392.
Discendente dal ramo di Turov e Pinsk dei Rjurikidi, sposò una figlia del granduca di Lituania Algirdas. Secondo una leggenda, fondò la città bielorussa di Davyd-Haradok.

## Biografia
Nel 1388 giurò fedeltà al re Ladislao II Jagellone di Polonia e al granduca di Lituania alla presenza di Kaributas. Una delle poche certezze che riguarda questo principe è la data di morte, collocata nel 1392. Secondo una leggenda, fondò la città bielorussa di Davyd-Haradok. il sinodico di Lubecca, in cui Davide Dimitrovič viene citato assieme alla moglie Maria.
Lo storico F.I. Leontovič considera il principato di Gorodec un feudo di David Dmitrievič e dei principi Ivan e Jurij. Avendo trasferito il centro principale di Pinsk, un appannaggio in passato gestito da Narimantas, altri principi russi potevano stabilirsi nelle aree meridionali del vecchio principato di Turov e fondare nuovi appannaggi a Turov e Horodets' e trasmetterli in via testamentaria.

## Famiglia
La moglie Maria, una delle figlie del granduca Algirdas della Lituania (al potere dal 1345 al 1377), diede alla luce con Davide i seguenti discendenti:
- Mitko (?-1440) - principe di Horodets' e Turov;
- Vladimir (?-1440) - sostenitore di Švitrigaila, è menzionato negli annali più volte negli anni Trenta del XIV secolo.